# Сингх, Гаурика
Гаурика Сингх (непальск. गौरिका सिंह; род. 26 ноября 2002, Катманду) — непальская пловчиха, четырёхкратный призёр Южноазиатских игр 2016 года, самая молодая участница летних Олимпийских игр 2016 года в Рио-де-Жанейро.

## Биография
Гаурика Сингх живёт и тренируется в Лондоне в клубе Barnet Copthall Swimming Club. Уже в 2015 году 12-летняя пловчиха дебютировала на взрослом чемпионате мира. Сингх выступила на двух дистанциях. На 100-метровке вольным стилем спортсменка показала 81-й результат, а в плавании на спине стала 58-й. Первых крупных успехов в карьере юная пловчиха добилась в 2016 году. В феврале Сингх выиграла сразу четыре медали на Южноазиатских играх, причём все они были завоёваны в личных дисциплинах.
В августе 2016 года Сингх получила приглашение для участия в летних Олимпийских играх. На момент старта  непальской пловчихе было 13 лет и 255 дней, что позволило ей стать самой юной участницей Игр 2016 года. Сингх выступила на 100-метровке на спине в первом заплыве, и выиграла его с результатом 1:08,45, однако этого времени не хватило, чтобы продолжить борьбу за медали. По итогам соревнований Сингх заняла 31-е место из 34 участниц.
На Азиатских играх 2018 года Сингх трижды занимала место в районе второй десятки. На чемпионате мира в Кванджу непальская пловчиха стала 69-й на 100-метровке вольным стилем и 48-й на дистанции вдвое длиннее.